# Amblyeleotris fontanesii
Amblyeleotris fontanesii is een straalvinnige vissensoort uit de familie van grondels (Gobiidae). De wetenschappelijke naam van de soort is voor het eerst geldig gepubliceerd in 1852 door Pieter Bleeker.